# 月龍
月龍（英語：Moondragon），本名希瑟·道格拉斯（Heather Douglas），又名H.D. Steckley，是一名在漫威漫畫中出現的虛構人物。月龍最早登場於《鋼鐵人》第54期（1973年1月）。由Bill Everett和Mike Friedrich編寫，Everett和George Tuska繪製。

## 人物
月龍是一位留着僧侣头，有強大心靈的感應者兼武術大師、遺傳學家。不同於大多数漫威漫畫人物通過天生或意外的方式而獲得超能力，月龍则是通過極端嚴格的修行實現了她的非凡才能。她同时也是一名公開的雙性戀者，曾受到夜魔俠、托爾、雲、類星體、理德·琼斯和第二代類星體派拉·威爾（Phyla-Vell）的吸引。在Jim Shooter的故事中，她曾控制雷神的意志并将其作為她的情人和間諜。

## 能力
- 心電感應
- 心靈控制
- 記憶修改
- 製造幻象
- 懸浮
- 能量爆炸

## 故事
月龍出生在美國加利福尼亞州洛杉磯，父亲是Arthur Sampson Douglas，母亲是Yvette Steckley Douglas。在希瑟幼年时，她的父親曾驾车带着她和她的母親穿越沙漠，期間他们碰巧目击了薩諾斯的飛船薩諾斯为避免暴露行踪击毁了他们的车辆。希瑟幸存了下来，但她的父母不幸遇难。薩諾斯的父親曼托尔把希瑟帶到他的家鄉Titan，被 Shao的僧侶Lom養大。其父亚瑟·道格拉斯在希瑟不知情的情況被復活成毁灭者德克斯。
在僧侶僧侶的教导下，希瑟激发了自己体内的潜能，成為了一名強大的武術家。同時，希瑟也学会了各种化學和基因工程等方面的科学知识；但最重要的是，他們幫助希瑟挖掘出了其潛在的靈力。希瑟發揮出了遠超她老師的精神力量，以至於她最終在精神层面接觸到一种被称为"月龙"的強大實體。月龍曾試圖侵占並杀死希瑟，但她作出了反擊並驅走了月龍，這使她充滿了自豪感和无上的優越感。為了紀念自己的勝利，希瑟取名為Moondragon，即「月龙」。

## 其他媒體

### 電視
- 曾於《X戰警》「Beyond Good and Evil (Part 3)」中登場。

### 遊戲
- 於《漫威英雄 Online》中以NPC身份登場，配音為Mary Elizabeth McGlynn。[2]

## 外部連結
- Annihilation: Conquest preview on AfterEllen.com